# Bạc acetylide
Bạc acetylide là một hợp chất hữu cơ với công thức Ag2C2, là một acetylide kim loại. Hợp chất có thể được coi như là một muối của acid yếu, acetylen. Anion của muối bao gồm hai nguyên tử carbon liên kết bởi một liên kết ba. Tên thay thế "bạc carbide" hiếm khi được sử dụng, mặc dù hợp chất calci tương tự CaC2 được gọi là calci carbide.
Bạc acetylidetinh khiết là chất nổ cao nhạy với nhiệt và sốc khi đánh lửa nó không tạo ra bất kỳ loại khí nào:
Ag
2C
2 (r) → 2 Ag (r) + 2 C (r)
Một quan niệm sai lầm phổ biến về "bạc acetylide" được sử dụng trong thuốc nổ thương mại là nó bùng nổ mà không có sự hình thành của các sản phẩm khí và công thức hóa học của nó là Ag2C2. Trong thực tế, nó là một muối kép với muối bạc nó được sản xuất từ bạc nitrat. Anion của hợp chất gốc hoạt động như chất oxy hóa trong phản ứng phân hủy.
Vận tốc nổ của hỗn hợp bạc acetylide: bạc nitrat là 3460 m/s. Vận tốc nổ của bạc acetylide tinh khiết là 4000 m/s.

## Tổng hợp
Bạc acetylide có thể được tạo ra bằng cách cho khí acetylen đi qua dung dịch bạc nitrat:
2 AgNO
3 (dd) + C
2H
2 (k) → Ag
2C
2 (r) + 2 HNO
3 (dd)
Sản phẩm phản ứng là chất kết tủa màu xám đến trắng. Đây là tổng hợp của Berthelot, trong đó ông lần đầu tiên tìm thấy bạc acetylide năm 1866.
Bạc acetylide có thể được hình thành trên bề mặt bạc hoặc các hợp kim bạc, ví dụ: trong các ống được sử dụng để vận chuyển acetylen, nếu hàn bạc đã được sử dụng trong khớp của chúng.

## Độ hòa tan
Bạc acetylide không hòa tan trong nước và không hòa tan nhiều trong bất kỳ dung môi nào khác.